# 桜谷理子
桜谷 理子（さくらや りこ、1月20日 - ）は、日本の女性声優、大阪府出身。青二プロダクション所属。

## 人物
青二塾東京校卒業。
英検準2級を持っている。趣味はゴルフ、描画、散歩、パン屋巡り、ゲーム、ヘアアレンジ、作詞、作曲。方言は関西弁。

## 出演作品

### テレビアニメ
- ONE PIECE（2023年、作業員）
- 愚かな天使は悪魔と踊る（2024年、カルテットC）

### ゲーム
- エレメンタルストーリーワールド（2023年、レヴィアタン）
- ORE'N（2025年、魔法使いの弟子アシディア[2]）

### 吹き替え

#### 海外アニメ
- キンダーガーデン・ミュージカル（2024年、バーディ）[3]

### ボイスオーバー
- リア突WEST（テレビ朝日）
- タイチサン!（東海テレビ）
- 世界の果てに、ひろゆき置いてきた（Abema TV）

### ラジオドラマ
- 青山二丁目劇場（文化放送）
  - 路上ライブを探してます（女性、2023年10月23日放送）[4]
  - ヒーローは変身しない（女子高生、2024年3月18日放送）[5]

### ラジオ
- 羊宮妃那 のHOOOOPE!（文化放送（超A&G+）、2024年12月31日放送）[6]